# Цаошу
Цаошу или травяное письмо (кит. трад. 草書, упр. 草书, пиньинь cǎoshū) — общее название для скорописных стилей китайского письма.

## Название
Название «цаошу» означает «черновое письмо», «письмо для набросков». В то же время у слова «цао» (草) имеется буквальное значение «трава», из-за чего его часто называют «травяным письмом».

## История
Цаошу появилось в эпоху Хань, изначально как упрощённая форма лишу.
В государствах Вэй и Цзинь появилась другая форма скорописи, основанная на «старом» курсиве с элементами полукурсива и уставного письма.
Японская слоговая азбука хирагана восходит к форме иероглифов в цаошу.

## Стили
Существует несколько независимых разновидностей цаошу:
- цжанцао (кит. 章草, пиньинь zhāngcǎo) — «старый» ханьский курсив;
- цзиньцао (кит. 今草, пиньинь jīncǎo) — «новый» вэй-цзиньский курсив, основная форма цаошу;
- куанцао, бешеная скоропись[2] (кит. 狂草, пиньинь kuángcǎo) — декоративный трудночитаемый стиль, созданный в эпоху Тан.

Стили курсива делят на непрерывные (кит. трад. 連綿, упр. 连绵, пиньинь liánmián) и разреженные (кит. трад. 獨草, упр. 独草, пиньинь dúcǎo), в зависимости от того, связаны ли идущие друг за другом иероглифы.